# Passiflora edulis
Passiflora edulis este o plantă ce aparține familiei Passifloraceae, originară din America de Sud. Fructul acesteia se numește fructul pasiunii sau maracuja, care are culori variate și este comestibil.

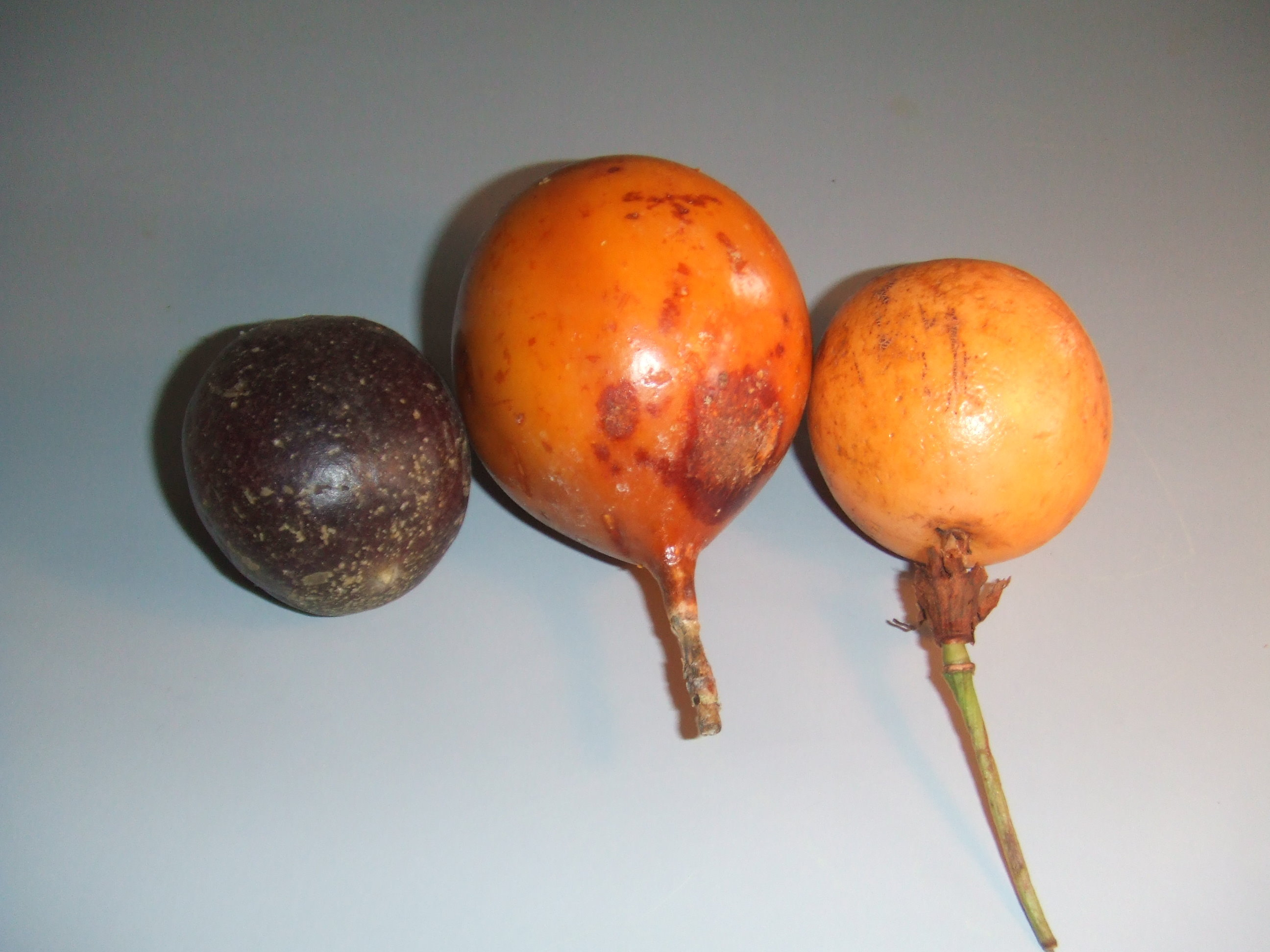
Fructul pasiunii: trei soiuri diferite